# یرلی جارلی
یرلی جارلی (به لاتین: Yerli-Dzharly) یک منطقه مسکونی در جمهوری آذربایجان است که در شهرستان قبله واقع شده‌است.